# Station Aulnoye-Aymeries
Station Aulnoye-Aymeries is een spoorwegstation in de Franse gemeente Aulnoye-Aymeries.
Het ligt aan de spoorlijnen Creil - Jeumont en Lille - Thionville. Tot de ingebruikname van de hogesnelheidslijn tussen Brussel en Lille was het een belangrijk spoorwegknooppunt in het internationaal verkeer.
In december 2022 werd de internationale trein Mons - Aulnoye-Aymeries opgeheven.
Sinds december 2024 rijdt de Ouigo Brussel - Parijs, met halte in Aulnoye-Aymeries.

## Treindienst
| Serie | Treinsoort | Route | Bijzonderheden |
| ----- | ---------- | --- | -------------- |
| K 13  | TER (SNCF) | Paris-Nord – Compiègne – Saint-Quentin – [ Busigny – Caudry – Cambrai ] / [ Le Cateau – Aulnoye-Aymeries – Maubeuge ] |                |
| K 60  | TER (SNCF) | Lille-Flandres – Orchies – Valenciennes – Aulnoye-Aymeries – Maubeuge – Jeumont                                       |                |
| K 61  | TER (SNCF) | Lille-Flandres – Orchies – Valenciennes – Aulnoye-Aymeries – Hirson – Charleville-Mézières                            |                |
| P 60  | TER (SNCF) | Valenciennes – Aulnoye-Aymeries – Maubeuge – Jeumont                                                                  |                |
| P 61  | TER (SNCF) | Aulnoye-Aymeries – Hirson                                                                                             |                |
| P 62  | TER (SNCF) | Saint-Quentin – Busigny – Le Cateau – Aulnoye-Aymeries                                                                |                |
| P 64  | TER (SNCF) | Aulnoye-Aymeries – Hirson – Laon                                                                                      |                |